# Beaver Stadium
Das Beaver Stadium ist ein College-Football-Stadion auf dem Campus der Pennsylvania State University in State College im US-Bundesstaat Pennsylvania. Es wird hauptsächlich für College Football genutzt. Es dient als Heimspielstätte des College-Football-Teams der Penn State Nittany Lions, das in der National Collegiate Athletic Association (NCAA) organisiert ist. Benannt wurde die Spielstätte nach James A. Beaver, einem ehemaligen Gouverneur von Pennsylvania (1887–1891) und Präsidenten des Überwachungsausschusses der Universität.
Mit einer Kapazität von offiziell 106.572 Zuschauern ist es nach dem Michigan Stadium (107.601) das zweitgrößte Stadion der USA. Es zählt ebenso zu den größten Sportstadien weltweit. Der bisherige Zuschauerrekord wurde am 21. Oktober 2017 erzielt mit 110.823 Zuschauern beim 42:13-Sieg gegen die Michigan Wolverines.

## Geschichte

### Vorgänger
Bis 1893 spielten die Teams der Penn State auf dem Rasen vor dem Old Main, dem Hauptvorlesungsgebäude zu jener Zeit. Beaver Field, eine 500-Plätze-Einrichtung, war die erste beständige Heimstätte des Football-Teams. 1909 wurde das New Beaver Field nordöstlich der Recreational Hall eröffnet. Es diente als Penn-State-Stadion bis 1960, als das ganze 30.000-Plätze-Stadion demontiert wurde und am östlichen Ende des Campus wieder aufgebaut, auf 46.284 Plätze erweitert und neu als Beaver Stadium bezeichnet wurde.

### Erweiterungen
Erweiterungen in den Jahren 1969, 1974 und 1976 erhöhten die Zuschauerkapazität auf 60.203. 1978 wurden weitere 16.000 Sitzplätze hinzugefügt, als  das Stadion in Abschnitte eingeteilt wurde und mit hydraulischen Aufzügen erhöht wurde, so dass man weitere Sitzplätze entlang des Innenrings des Stadions hinzufügen konnte, wo zuvor die Leichtathletikbahn lag. 1980 stieg die maximale Kapazität auf 83.770. Für die Football-Saison 1991 wurde zusätzlich noch ein Oberdeck hinter der nördlichen Endzone gebaut, um die Kapazität auf 90.000 zu erhöhen.
Mit der letzten Erweiterung im Jahr 2001 wurde die Stadion-Kapazität auf insgesamt 107.282 erhöht. Ein Oberdeck wurde auch beim südlichen Ende des Stadions hinzugefügt, und blockierte nun die Sicht auf den benachbarten Mount Nittany, was für einige Fans sentimentalen Wert hatte.

## Galerie

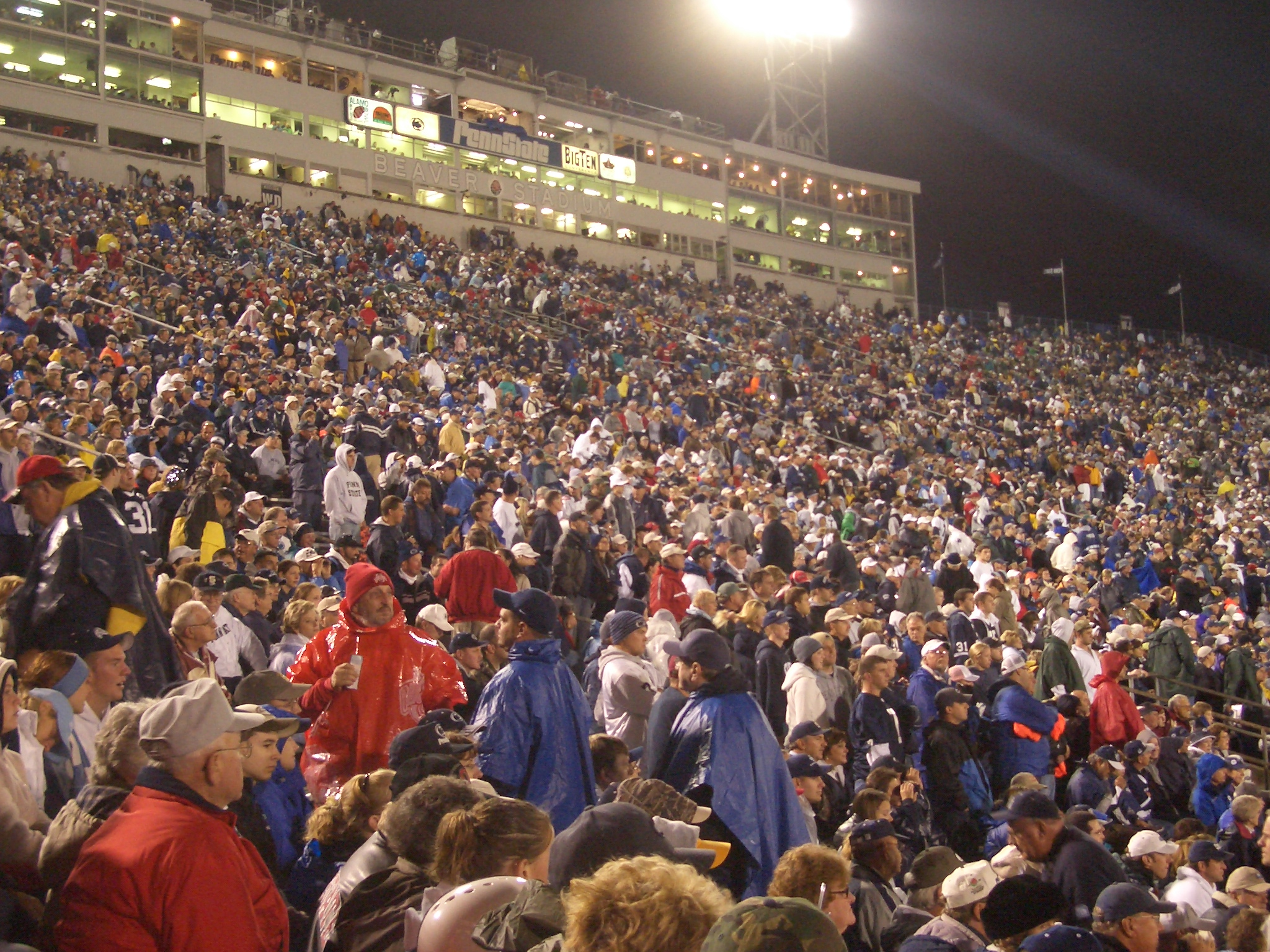
109.839 Zuschauer waren 2005 anwesend beim Spiel gegen die Ohio State Buckeyes
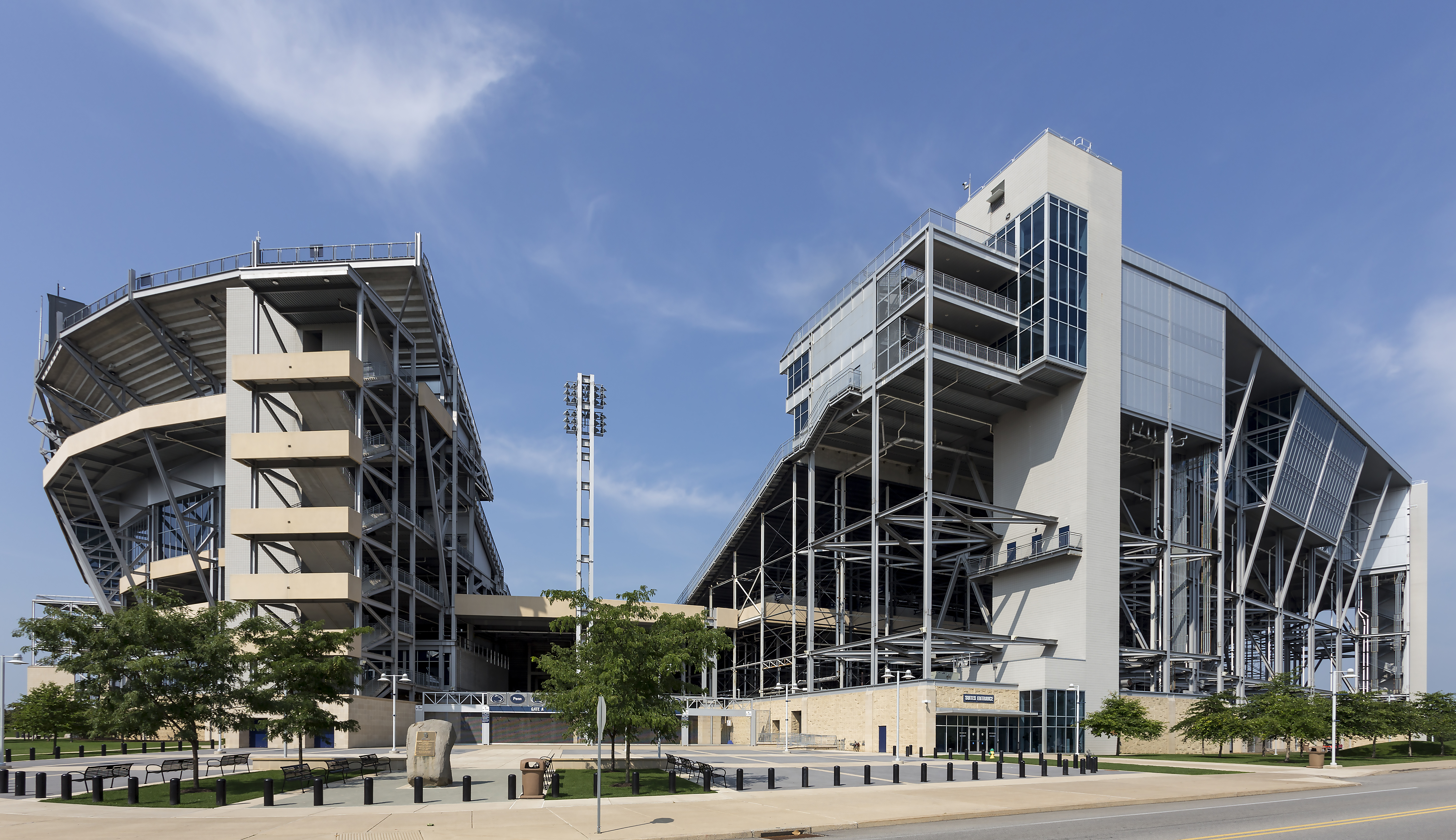
Ostseite des Stadions
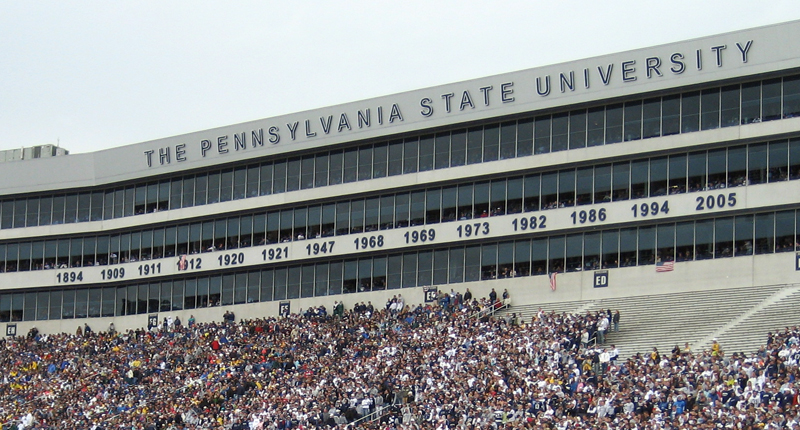
Die Stadionlogen